# Heren van Voorne

Stamwapen uit het Wapenboek Beyeren

Van Voorne was een machtige adellijke familie uit Zeeland. Zij waren onder andere burggraaf van Zeeland. Het geslacht is in 1372 uitgestorven.
Hugo van Voorne is de stamvader van het geslacht. Hij wordt vermeld in een grafelijke oorkonde van 1108. Het stamslot van de familie heeft gelegen in Poortvliet maar werd begin van de 13e eeuw volledig verwoest tijdens de Loonse Oorlog. Daarna bouwde de familie de burcht van Voorne. De familie hadden de bezitting over de steden Den Briel, Goedereede en de dorpen, buurtschappen van Oostvoorne, Ouddorp, Rugge, Rockanje, Zwartewaal en Acquoy.

## Heren & vrouwen van Voorne
| Heer (of vrouwe)              | Leven           | Notities                                                                                     |
| ----------------------------- | --------------- | -------------------------------------------------------------------------------------------- |
| Hugo van Voorne               | vermeld in 1108 | wordt vaak als Hugo III aangeduid, maar is zeer waarschijnlijk de eerste heerser van Voorne. |
| Floris van Voorne             | -1174           | zoon van Hugo                                                                                |
| Dirk I van Voorne             | -1189           | broer van Floris                                                                             |
| Hugo II van Voorne            | -1213           | zoon van Dirk I                                                                              |
| Dirk II van Voorne            | -1228           | zoon van Dirk I                                                                              |
| Hendrik van Voorne            | -1259           | zoon van Dirk II                                                                             |
| Albert of Albrecht van Voorne | -1287           | zoon van Hendrik                                                                             |
| Catharina van Durbuy          | -1300           | vrouw van Albert, 2jr regentes voor de jonge Gerard                                          |
| Gerard van Voorne             | -1337           | zoon van Albrecht                                                                            |
| Machteld van Voorne           | -1372           | dochter van Gerard, laatste telg, huwt Dirk IV van Valkenburg                                |

## Bekende telgen
- Hugo III van Voorne
- Floris van Voorne
- Dirk I van Voorne
- Dirk II van Zeeland van Voorne
- Hendrik van Voorne
- Albrecht van Voorne
- Gerard van Voorne
- Albrecht II van Voorne
- Machteld van Voorne
- Janne van Voorne

Zie ook: Land van Voorne